# George Wald
George Wald (18 novembre 1906 - 12 avril 1997) est un biochimiste américain prix Nobel de physiologie ou médecine en 1967 avec Ragnar Granit et Haldan Keffer Hartline.

## Biographie
Wald naît à New York de parents immigrés, son père de Pologne et sa mère d'Allemagne. Il étudie à la Manual Training High School, de nos jours Brooklyn Technical High School. À la sortie de cette école Wald hésite, il obtient d'abord un B.S. en droit à l'université de New York puis se tourne vers la médecine avant d'opter pour la zoologie à l'université Columbia où il obtient son doctorat en 1932. Pendant ses études il rencontre Selig Hecht, déjà connu pour ses recherches sur la photosensibilité chez des organismes simples et chez l'homme.
Wald reçoit une bourse de voyage, il part en Allemagne pour travailler avec Otto Heinrich Warburg, puis en Suisse avec Paul Karrer puis brièvement à nouveau en Allemagne, à Heidelberg, avec Otto Fritz Meyerhof. En 1933 l'accession au pouvoir d'Adolf Hitler le pousse à rentrer aux États-Unis où il rejoint d'abord l'université de Chicago puis Harvard en 1934 où il devient professeur.
Wald est élu à la National Academy of Sciences en 1950 et obtient le prix Nobel de physiologie ou médecine en 1967 avec Haldan Keffer Hartline et Ragnar Granit « pour leurs découvertes concernant les processus fondamentaux de la physiologie et de la chimie de la vision par l'œil ».
Wald a commencé à se tourner vers l'activisme politique vers 1965. Son Nobel lui permet d'appuyer ses vues fortes contre la guerre du Viêt Nam et la course aux armements. En 1980 il fait partie de la délégation Ramsey Clark en Iran qui négocie pendant la crise iranienne des otages.
Avec un petit nombre de lauréat du Nobel, il voyage en 1986 à Moscou pour rencontrer Mikhaïl Gorbatchev dans un but de conseils sur des problèmes environnementaux. Par la même occasion Wald questionne Gorbatchev sur l'arrestation et la détention à Gorki de Elena Bonner et de son époux Andreï Sakharov. Wald a reporté que Gorbatchev ne semblait pas au courant. Bonner et Sakharov sont libérés peu de temps après en décembre 1986 en application de la perestroïka.
Membre du Circumcision resource center de Boston, il fut un des premiers scientifiques engagés contre la circoncision mais son article « Circumcision », refusé par le New York Times en 1975, ne fut publié qu'en 2012 par une revue anglaise .
Wald meurt à Cambridge en 1997. Sa seconde épouse Ruth est décédée en 2016.

## Recherches
Pendant ses recherches post-doctorales, Wald découvre que la vitamine A est un des composants de la rhodopsine, un pigment de la rétine que l'on trouve dans les bâtonnets, il découvre aussi un composé, proche de la vitamine A de nos jours appelé rétinal et propose qu'un cycle de réaction chimique existe. Pour Wald, La rhodopsine est une protéine, l'opsine, lié au rétinal, le rétinal est relâché lors de l'absorption de lumière puis se transforme en vitamine A, qui se lie à l'opsine pour reformer de la rhodopsine ce qui termine le cycle.
Les années suivantes sont passées par Wald et son équipe à préciser ce cycle. Dans les rétines des poissons, il découvre une forme légèrement différente de vitamine A et de rétinal qui combinés forme un nouveau pigment, la porphyropsine. Il se tourne aussi vers les pigments des cônes d'où il extrait un autre pigment, l'iodopsine dont l'absorption maximale se fait à des longueurs d'onde plus élevées, dans le rouge.
Après une interruption pendant la seconde Guerre mondiale, durant laquelle Wald travaille sur un dispositif de vision infrarouge dont le fonctionnement ne sera pas satisfaisant, il retourne à ces recherches.

Absorption de la lumière en fonction de la longueur d'onde des bâtonnets (courbe grise) et des cônes (courbe rouge, vert et bleue)

Dans les années 1950, Wald et son équipe montre que l'iodopsine utilise la même forme de rétinal et de vitamine A que la rhodopsine, la différence entre ses pigments doit donc être trouvée dans la protéine liée. Durant cette période, ils mesurent par spectrophotométrie l'absorption de la lumière par les pigments. Ces mesures montrent à quelles longueurs d'onde sont les plus sensibles les photorécepteur de l'œil. Toutefois, les bâtonnets étant les plus nombreux, ce qu'ils mesurent est principalement la courbe d'absorption de la rhodopsine. Plus tard, avec une technique appelée microspectrophotométrie, ils sont capables de faire des mesures directement à partir de cellules réceptrices plutôt qu'à partir d'un extrait des pigments.